# René Aguigah

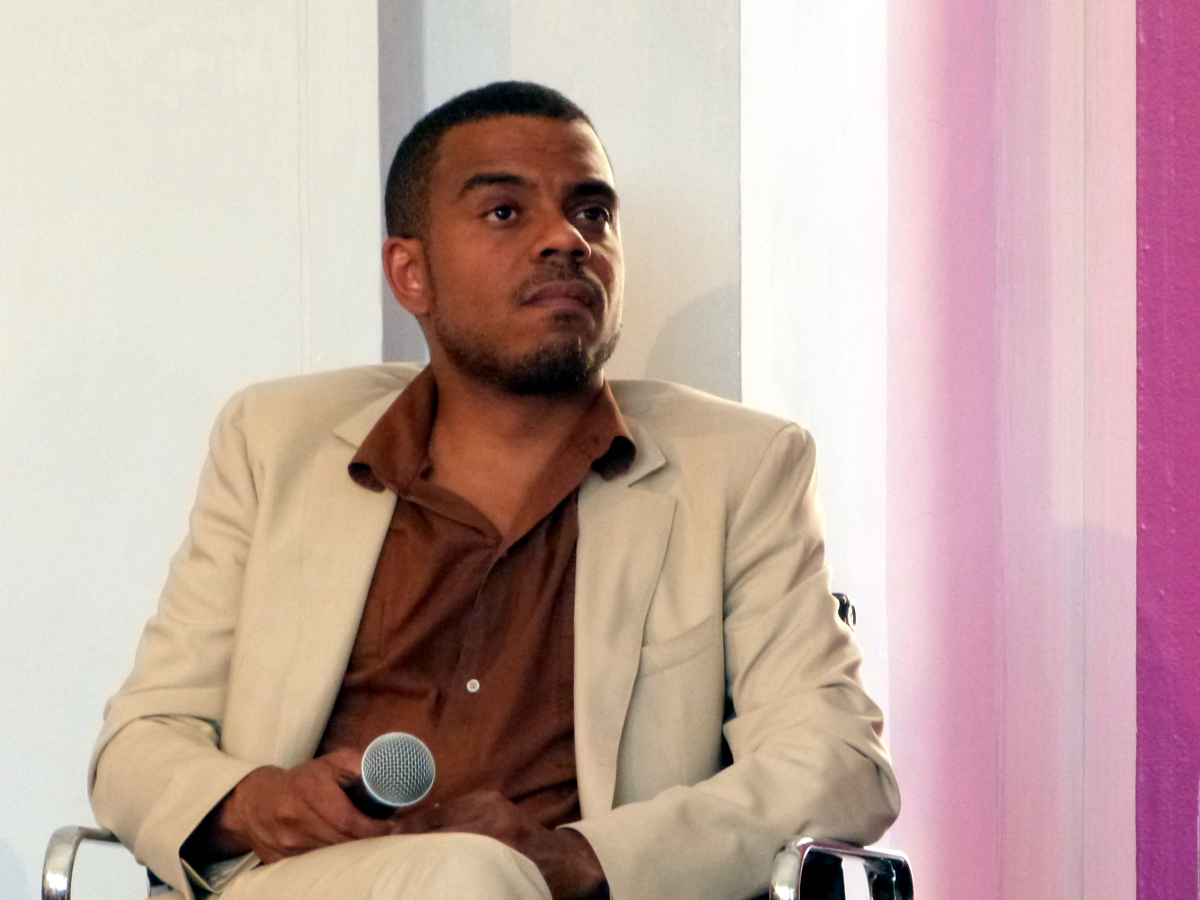
René Aguigah auf dem Erlanger Poetenfest 2015

René Aguigah (* 1974 in Würzburg) ist ein deutscher Kulturjournalist und Autor. Er leitet das Ressort „Literatur“ von Deutschlandfunk und Deutschlandfunk Kultur.

## Leben
Aguigah, Sohn einer deutschen Mutter und eines togolesischen Vaters, studierte in Bochum und Dortmund  Geschichte, Philosophie und Journalistik. Mitte der 90er Jahre absolvierte er ein journalistisches Volontariat bei der Thüringer Allgemeinen in Erfurt und Weimar. 
Seit 1996 schrieb er als Kulturjournalist für überregionale Zeitungen und Zeitschriften, darunter taz, Frankfurter Allgemeine Zeitung und Frankfurter Rundschau. 2002 wurde Aguigah Redakteur und Moderator beim Hörfunksender WDR 3, unter anderem für die Sendungen Kritisches Tagebuch (später TagesZeichen), Zeitzeichen und Gutenbergs Welt. 2005 wechselte er in die Redaktion der monatlich erscheinenden Kulturzeitschrift Literaturen, zuständig für das Ressort Sachbuch. 
Als Sachbuchredakteur begann er 2010 bei Deutschlandfunk Kultur (seinerzeit Deutschlandradio Kultur). Seit 2011 arbeitete er dort als Leiter der Abteilung „Kultur und Gesellschaft“, später „Hintergrund Kultur und Politik“. 2019 übernahm er die Leitung des Ressorts „Literatur“, zu dem Sendungen wie „Büchermarkt“, „Lesart“ oder das Philosophie-Magazin „Sein und Streit“ gehören. 
2010 bis 2022 gehörte Aguigah zum Moderationsteam von „Das Blaue Sofa“ während der Buchmessen in Leipzig und Frankfurt. 2013 bis 2015 gehörte er der Jury für den Preis der Leipziger Buchmesse an. 2023 war er Fellow des Thomas Mann House Los Angeles. Im Wintersemester 2024/25 hatte er die Anna-Vandenhoeck Gastdozentur für Literaturkritik an der Georg-August-Universität Göttingen inne. 
2024 erschien sein Buch „James Baldwin. Der Zeuge“. Der Spiegel lobte daran „die umfassende Kenntnis über den beschriebenen Gegenstand und das Vermögen, diese Kenntnis so souverän und leichthändig auszubreiten, dass die Lektüre des Buches nicht nur für Baldwin-Fans, sondern für alle interessierten Leserinnen und Leser ein Gewinn ist“. Die Zeit hielt das Buch für „ein luzides Porträt Baldwins …, das der vorschnellen Überhöhung des Dichters zum Posterboy der identitätspolitischen Linken einerseits und andererseits der Degradierung seiner Schriften zum ‚Zitatreservoir‘ für ‚weiße Liberale‘ mit geduldiger Lektüre und historischer Einordnung entgegentritt“. 
Aguigah lebt in Berlin und hat zwei Söhne.

## Schriften
- James Baldwin. Der Zeuge. Ein Porträt. C.H. Beck Verlag, München 2024, ISBN 978-3-406-81369-6.